# Disna (rivier)
De Dysna (Wit-Russisch: Дзісна Dzisna, Russisch: Дисна Disna) is een zijrivier van de Westelijke Dvina in Litouwen en Wit-Rusland.
De 176 km lange rivier ontspringt ten oosten van Utena in het noordoosten van Litouwen. Van Kačergiškė tot de monding van de Drūkša vormt de Dysna over een afstand van 39 km de grens tussen Litouwen (rechteroever) en Wit-Rusland (linkeroever). Op Wit-Russisch grondgebied is Sjarkovsjtsjina de voornaamste plaats aan de Dysna. De monding van de Dysna bevindt zich bij het gelijknamige stadje, Dzisna.
Het stroomgebied van de Dysna omvat 8193 km², grotendeels op Wit-Russisch grondgebied. 726 km² behoort tot Litouwen. De Dysna verzorgt de afwatering van de twee grootste meren van Litouwen: het Drūkšiaimeer en het Dysnaimeer. Het eerstgenoemde meer fungeert als koelreservoir voor de reusachtige kerncentrale Ignalina. Het water uit dit meer bereikt de Dysna via de Prorva en de Drūkša. Het zuidelijker gelegen Dysnaimeer wordt door de Dysna zelf doorstroomd.